# Embouchure du Stabiaccu, Domaine Public Maritime et îlot Ziglione
Embouchure du Stabiaccu, Domaine Public Maritime et îlot Ziglione este o arie protejată (sit de importanță comunitară — SCI) din Franța întinsă pe o suprafață de 196 ha, din care 40 % marine.

## Localizare
Centrul sitului Embouchure du Stabiaccu, Domaine Public Maritime et îlot Ziglione este situat la coordonatele 41°34′39″N 9°17′13″E / 41.5775°N 9.28694°E.

## Înființare
Situl Embouchure du Stabiaccu, Domaine Public Maritime et îlot Ziglione a fost declarat arie specială de conservare în baza directivei 92/43 din 1992 referitoare la conservarea habitatelor naturale și a faunei și florei sălbatice pentru a proteja 2 specii de plante și 5 specii de animale.

## Biodiversitate
Situată în ecoregiunea mediteraneană, aria protejată conține 16 habitate naturale: Estuare, Păduri de Olea și Ceratonia, Salicornia și alte specii anuale care populează regiunile mlăștinoase și nisipoase, Galerii de Salix alba și de Populus alba, Bancuri de nisip acoperite în permanență slab de apă marină, Pășuni mediteraneene udate de apa mării (Juncetalia maritimi), Iazuri temporare mediteraneene, Pajiști umede mediteraneene cu ierburi înalte de Molinio-Holoschoenion, Galerii și tufărișuri riverane sudice (Nerio-Tamaricetea și Securinegion tinctoriae), Dune mobile cu vegetație embrionară, Dune de pe litoral fixate cu Crucianellion maritimae, Dune cu vegetație ierboasă Malcolmietalia, Tufărișuri halofile mediteraneene și termo-atlantice (Sarcocornetea fruticosi), Golfuri mici largi și golfuri puțin adânci, Dune de coastă cu Juniperus spp., Dune împădurite cu Pinus pinea și/sau Pinus pinaster.
La baza desemnării sitului se află mai multe specii protejate:
- plante (2): Rouya polygama, Silene velutina
- amfibieni (1): Discoglossus sardus
- mamifere (1): delfin mare (Tursiops truncatus)
- pești (1): Aphanius fasciatus
- reptile (2): țestoasa de baltă (Emys orbicularis), țestoasă bănățeană (Testudo hermanni)

Pe lângă speciile protejate, pe teritoriul sitului au mai fost identificate 11 specii de plante.